# Denis Barthe
Pour les articles homonymes, voir Barthe.
Denis Barthe (dit Nini), né le 7 avril 1963 à Talence près de Bordeaux en Gironde, est un batteur français.

Batteur de Noir Désir depuis les débuts du groupe jusqu'en 2010, il est également le batteur et le chanteur de The Hyènes, groupe qu'il créa en 2005.
Depuis 2020, il est également le batteur du groupe Kartel.

## Biographie
Le groupe Noir Désir naît en 1980 de sa rencontre dans une soirée arrosée avec Bertrand Cantat et Serge Teyssot-Gay, qu'il résume ainsi :
Il a couvert les violences de Bertrand Cantat.

« Bertrand et Serge m'ont dit qu'ils cherchaient un batteur. Évidemment, je n'avais jamais touché une batterie de ma vie, j'ai pourtant dit avec assurance que j'étais batteur… lorsque Serge m'a téléphoné deux mois plus tard pour me proposer de faire une répétition j'ai foncé acheter une vieille batterie et j'ai joué comme un malade pendant quinze jours, à la fin de ce qui était notre première répet' il m'a dit ok c'est cool, est ce que tu saurais jouer "Highway to Hell" j'ai répondu oui. Je ne savais pas à ce moment précis que c'était parti pour 30 ans… »

## Discographie

### Avec Noir Désir
- 1987 : Où veux-tu qu'je r'garde ?
- 1989 : Veuillez rendre l'âme (à qui elle appartient)
- 1991 : Du ciment sous les plaines
- 1992 : Tostaky
- 1994 : Dies irae
- 1996 : 666.667 Club
- 1998 : One Trip/One Noise
- 2000 : En route pour la joie
- 2001 : Des visages des figures
- 2004 : Nous n'avons fait que fuir
- 2005 : Noir Désir en public

### Avec The Hyènes
- 2006 : BO de Enfermés Dehors d'Albert Dupontel
- 2006 : Putain de toi - (Reprise avec Olivia Ruiz du titre Putain de toi)
- 2009 : The Hyènes
- 2012 : Peace and loud
- 2020 : Verdure

### Avec Mountain Men
- 2016 : Black Market Flowers

### Participations
- 1995 : La Berlue - Edgar de l'Est
- 2005 : Mon amour - Edgar
- 2005 : Fragile - Têtes Raides
- 2006 : Réalisation d'une partie de la BO du film Enfermés dehors (d'Albert Dupontel) avec The Hyènes.
- 2008 : Réalisation artistique du premier single du groupe The Vernon Project - premier groupe produit par le public sur NoMajorMusik.com (devenu Buzzmyband)
- 2008 : À l'attaque - Loïc Lantoine
- 2008 : Attrape-moi - Valhère
- 2013 : Un autre imbécile - Patrice Caumon
- 2015 : The Very Small Orchestra and other Fuckers II - The Very Small Orchestra

Denis Barthe est l'un des organisateurs du festival de musique et de rencontres citoyennes : Les Rendez-vous de Terres Neuves.

## Engagement politique
En 2007, il participe (en jouant notamment avec Cali) au concert-meeting de soutien à Ségolène Royal au stade Charléty, lors du second tour de la présidentielle.
Lors des élections municipales de 2014, Denis Barthe se présente sur l'unique liste (sans étiquette) présentée à Sore. Il déclare à cette occasion n'avoir « jamais été encarté nulle part » mais revendique « une sensibilité de gauche ».
Il a couvert les violences de Bertrand Cantat.